# Mae Costello
Mae Costello (Brooklyn, Nueva York; 13 de agosto de 1882 - Los Ángeles, California; 2 de agosto de 1929) fue una actriz teatral y cinematográfica estadounidense.

## Biografía
Su verdadero nombre era Mae Altschuk, nació en Brooklyn, Nueva York. Sus padres eran Lewis Altschuk y Catherine Callender. Siendo adolescente empezó a actuar en producciones teatrales en compañías de repertorio viajando por los Estados Unidos. En 1902 se casó con el actor Maurice Costello y la pareja tuvo dos hijas, las actrices Helene Costello y Dolores Costello. El matrimonio se separó en 1910, aunque el divorcio no llegó oficialmente hasta 1927.
Costello empezó a actuar en el cine en los primeros años de la década de 1910 con el nombre de Mrs. Costello, actuando junto a actores de la talla de John Bunny, Flora Finch, Wallace Reid, Florence Turner, Antonio Moreno y Clara Kimball Young, así como junto a su marido y sus hijas.
En 1929, Mae Costello falleció en Los Ángeles, California, a causa de una enfermedad cardiaca. Fue enterrada en el cementerio Calvary, en Los Ángeles. Mae Costello fue la abuela del actor John Drew Barrymore y la bisabuela de la actriz Drew Barrymore.

## Filmografía parcial
- The Money Mill - Mrs. King (1917)
- Her Right to Live - Mrs. Biggs (1917)
- When a Woman Loves - Mrs. King (1915)
- The Taming of Betty - Mrs. Cutler (1913)
- The Spirit of the Orient (1913)
- The One Good Turn (1913)
- The Mills of the Gods – La niñera (1912)
- Diamond Cut Diamond – Operadora de teléfono (1912)
- Her Crowning Glory – La niñera (1911)